# Шворбер, Кайл
Кайл Джозеф Шворбер (англ. Kyle Joseph Schwarber, 5 марта 1993, Мидлтаун, Огайо) — американский бейсболист, аутфилдер клуба Главной лиги бейсбола «Филадельфия Филлис». Победитель Мировой серии 2016 года в составе «Чикаго Кабс». Двукратный участник Матча всех звёзд лиги.

## Биография

### Ранние годы
Кайл Шворбер родился 5 марта 1993 года в Мидлтауне, один из пяти детей в семье полицейского Грега Шворбера и его супруги Донны. Там же он окончил старшую школу. За школьную бейсбольную команду Шворбер играл в течение четырёх лет, четыре раза признавался самым ценным её игроком. В выпускной год он отбивал с показателем 47,4 %, став лидером конференции Большого Майами, и разделил титул лучшего игрока сезона. В составе команды по американскому футболу он играл на позиции лайнбекера. После окончания школы Шворбер получил несколько предложений спортивной стипендии и сделал выбор в пользу Индианского университета.

### Студенческая карьера
В составе «Индианы Хузиерс» Шворбер дебютировал в 2012 году. В своём первом сезоне он сыграл в стартовом составе команды все 60 матчей, большинство на позиции кэтчера. Его показатель отбивания составил 30,0 %, он вошёл в число десяти лучших игроков конференции Big Ten в семи статистических категориях. По итогам сезона он вошёл в состав символической сборной новичков конференции.
В сезоне 2013 года он сыграл в стартовом составе «Хузиерс» 59 матчей, отбивал с показателем 36,6 % и набрал 54 RBI. С 18 выбитыми хоум-ранами Шворбер стал лидером конференции. По итогам года Ассоциация журналистов, пишущих о студенческом бейсболе, признала его лучшим кэтчером NCAA. Летом 2013 года он был вызван в состав студенческой сборной США.
В 2014 году Шворбер стал лидером конференции по числу хоум-ранов, набранных ранов, занятых баз и заработанных уоков. Вместе с командой он второй раз подряд вышел в плей-офф NCAA, где сыграл четыре матча. Издания Baseball America и Perfect Game включили его в состав символической сборной звёзд сезона. Шворбер был признан Игроком года в конференции Big Ten и вошёл в число финалистов Джонни Бенч Эворд, награды лучшему кэтчеру студенческого бейсбола. Всего за три сезона в составе «Индианы Хузиерс» он провёл 180 матчей, в которых отбивал с показателем 34,1 %.

### Профессиональная карьера

#### Чикаго Кабс
На драфте Главной лиги бейсбола 2014 года Шворбер был выбран клубом «Чикаго Кабс» под общим четвёртым номером. До него так высоко не выбирался ни один представитель Индианского университета. Сумма подписного бонуса при заключении контракта составила 3,125 млн долларов. В том же году он дебютировал в фарм-системе клуба.
Летом 2015 года Шворбер сыграл в Матче всех звёзд будущего и был признан самым ценным его игроком. В июне он дебютировал в Главной лиге бейсбола, сразу же закрепившись в основном составе «Кабс». До конца регулярного чемпионата он сыграл 69 матчей на позиции аутфилдера, выбив 16 хоум-ранов и набрав 43 RBI. Шворбер вошёл в состав на игры плей-офф, где отбивал с эффективностью 33,3 %, а также установил новый клубный рекорд, выбив пять хоум-ранов.
В апреле 2016 года он получил разрыв крестообразной и боковой связок колена. Шворбер полностью пропустил регулярный чемпионат. На поле он вернулся за несколько дней до начала Мировой серии, сыграв два матча в Аризонской осенней лиге. После этого он был включён в стартовый состав «Кабс» на финал. В семи матчах Мировой серии, которую «Чикаго» выиграли со счётом 4:3, Шворбер отбивал с показателем 41,2 %, став её лучшим атакующим игроком. В решающей игре он выбил три хита в пяти выходах на биту.
Сезон 2017 года сложился для Шворбера неудачно. Его показатель отбивания снизился до 21,1 %, он получил 150 страйкаутов. Главный тренер «Кабс» Джо Мэддон назвал этот спад проявлением «синдрома второго года», отметив, что питчеры лиги приспособились к его игре и теперь игрок должен внести изменения в свой стиль. В 2018 году его атакующая эффективность выросла, хотя он по-прежнему неудачно отбивал против питчеров-левшей. По ходу сезона Шворбер улучшил свою игру в защите и с одиннадцатью передачами стал вторым среди аутфилдеров Национальной лиги.
Регулярный чемпионат 2019 года Шворбер провёл нестабильно. В первой его половине, до перерыва на Матч всех звёзд, он отбивал с показателем 22,7 %, но выбил 18 хоум-ранов. Во второй части сезона его эффективность игры на бите выросла до 28,0 %, Шворбер выбил ещё 20 хоум-ранов. В августе и сентябре он входил в число лучших отбивающих Национальной лиги. В сокращённом из-за пандемии COVID-19 сезоне 2020 года он сыграл в 59 матчах, отбивая с показателем 18,8 %. Из-за низкой результативности на бите клуб не стал предлагать ему новый контракт. После окончания сезона Шворбер получил статус свободного агента.

#### Вашингтон Нэшионалс
В январе 2021 года Шворбер подписал однолетний контракт на сумму 10 млн долларов с клубом «Вашингтон Нэшионалс».